# Диас де Леон, Хорхе
Хорхе Диас де Леон (исп. Enrique Eduardo Palos Reyes; род. 28 марта 1984, Сан-Луис-Потоси) — мексиканский футболист, вратарь.

## Карьера
Диас является выпускником футбольной академии «УАНЛ Тигрес». Но за основную команду в высшем дивизионе Хорхе не провел ни одного матча. Сезоны 2007 и 2008 он был отдан в аренду в «Дуранго», где провел 26 матчей.
В июле 2008 года Диас переходит в «Керетаро» на правах аренды, где весной 2011 года после ухода Карлоса Боссио, занимает место основного вратаря. Его дебют в Лиге МХ состоялся 8 января в поединке против «УАНЛ Тигрес», матч закончился вничью, 2-2. В общей сложности в сезоне Клаусуры 2011 он провел 17 матчей за «Керетаро».
Летом 2011 года Диас вернулся в «УАНЛ Тигрес», в качестве сменщика Энрике Палоса. Дебют Хорхе за «тигров» состоялся 19 сентября 2012 года в матче Лиги чемпионов КОНКАКАФ против «Реал Эстели».

## Достижения
«УАНЛ Тигрес»
- Чемпион Мексики: Апертура 2011